# Hudson Bend, Texas
Hudson Bend là một nơi ấn định cho điều tra dân số (CDP) thuộc quận Travis, tiểu bang Texas, Hoa Kỳ. Năm 2010, dân số của nơi này là 2981 người.

## Dân số
- Dân số năm 2000: 2369 người.
- Dân số năm 2010: 2981 người.